# Andreas Graßmann
Andreas E. Graßmann (* 9. März 1982 in München) ist katholischer Theologe, Kirchenrechtler und Organisationsentwickler.

## Leben
Graßmann schloss 2012 mit dem Diplomstudium der Katholischen Fachtheologie sowie dem Bachelorstudium der Philosophie an der Universität Salzburg ab. Im Jahr 2016 wurde er mit dem Thema Das Patrozinium. Eine kirchenrechtliche Darstellung mit besonderer Berücksichtigung des titulus ecclesiae gemäß c. 1218 CIC/83 im Fach Kirchenrecht bei Hans Paarhammer an der katholisch-theologischen Fakultät der Universität Salzburg promoviert. 2017 schloss er ein Lizenziatsstudium des kanonischen Rechts an der Ludwig-Maximilians-Universität München mit einer Arbeit zum Thema Joseph Anton Schöpf. Kanonist – Schriftsteller – Seelsorger ab. Die Arbeit wurde im Dezember 2019 mit dem Förderpreis des Erzbischof-Rohracher-Studienfonds der Erzdiözese Salzburg ausgezeichnet. Im Jahr 2022 habilitierte er sich an der Leopold-Franzens-Universität Innsbruck für das Fach Kirchenrecht mit der Arbeit Interreligiöser Religionsunterricht: (un-)möglich? Die Implementierung eines interreligiösen Religionsunterrichts im öffentlichen Schulwesen Österreichs aus Perspektive des Kanonischen Rechts und des Religionsrechts. Für seine Habilitationsschrift wurde er 2023 mit dem Kardinal-Innitzer-Förderungspreis für Theologie ausgezeichnet.
Seit 2017 ist Graßmann in kirchlichen bzw. kirchennahen Klientensystemen als Organisationsentwickler und kanonistischer Fachberater tätig. Im September 2023 hat Graßmann die Professur für Kirchenrecht an der KU Linz übernommen. Graßmann ist verheiratet und hat zwei Söhne.

## Mitgliedschaften
- Arbeitsgemeinschaft der Fachvertreterinnen und Fachvertreter Kirchenrecht
- Deutsche Gesellschaft für Kirchenrecht
- Görres-Gesellschaft zur Pflege der Wissenschaft
- Katholischer Akademiker/innenverband Salzburg
- Österreichische Gesellschaft für Recht und Religion

## Schriften (Auswahl)
- Interreligiöser Religionsunterricht: (un-)möglich? Die Implementierung eines interreligiösen Religionsunterrichts im öffentlichen Schulwesen Österreichs aus Perspektive des Kanonischen Rechts und des Religionsrechts (Kanonistische Studien und Texte 80), Berlin 2023.
- Joseph Anton Schöpf. Kanonist – Schriftsteller – Seelsorger (= Wissenschaft und Religion 28). Lang, Frankfurt a. M./u. a. 2018.
- Das Patrozinium. Eine kirchenrechtliche Darstellung mit besonderer Berücksichtigung des titulus ecclesiae gemäß c. 1218 CIC/83 (= Wissenschaft und Religion 27). Lang, Frankfurt a. M./u. a. 2017. Leseprobe